# Омолон
Омоло̀н е голяма река в Азиатската част на Русия, Източен Сибир, Магаданска област, Чукотски автономен окръг и Република Якутия (Саха), десен приток на Колима. Дължината ѝ е 1114 km, която ѝ отрежда 37-о място по дължина сред реките на Русия.
Река Омолон води началото си от централната най-висока част на Отайкачанския хребет, разположен в централната част на Колимската планинска земя, на 1275 m н.в., в източната част на Магаданска област. По цялото си протежение основното течение на реката е в северно направление. До устието на река Кегали (десен приток) на протежение от 393 km Омолон тече на североизток в тясна планинска долина между Отайкачанския хребет на северозапад и главния хребет на Колимската планинска земя на югоизток. Тук течението ѝ е бурно, с висока скорост и множество прагове. След това Омолон завива на северозапад и долината на реката значително се разширява. Коритото достига до 500 m ширина, скоростта значително намалява, появяват се множество меандри и реката се дели на ръкави с дълги и тесни острови между тях. След устието на река Молонгда (десен приток) на протежение над 300 km Омолон служи за граница между Магаданска област и Чукотски автономен окръг, след което окончателно навлиза на територия на Чукотски автономен окръг. Тук Омолон тече изцяло в северна посока между Юкагирското плато на запад Олойския хребет и възвишението Курински кряж на изток. В този участък долината на реката става още по-широка. Появяват се три речни тераси (ниска, средна и висока), като ниската се залива ежегодно при пълноводие, средната – един път на 3 – 5 години, а високата – един път на 7 – 10 години. Последните 100 km Омолон тече през източната част на Колимската низина, на територията на Република Якутия (Саха). Влива се от отдясно в река Колима, при нейния 282 km, на 5 m н.в., срещу село Колимское.
Водосборният басейн на Омолон има площ от 113 хил. km2, което представлява 17,57% от водосборния басейн на Колима и се простира в източната и североизточна част на Магаданска област, най-западната част на Чукотски автономен окръг и крайната североизточна част на Република Якутия (Саха).
Водосборният басейн на Омолон граничи със следните водосборни басейни:
- на североизток – водосборните басейни на река Анюй и други по-малки, десни притоци на Колима;
- на запад – водосборните басейни на реките Сугой, Коркодон, Берьозовка и други по-малки, десни притоци на Колима;
- на изток – водосборния басейн на река Анадир, вливаща се в Берингово море;
- на югоизток – водосборните басейни на реките Пенжина, Парен, Гижига и други по-малки, вливащи се в Охотско море.

Река Омолон получава множество притоци с дължина над 10 km, като 11 от тях са с дължина над 100 km:
814 ← Голяма Авландя 120 / 1840 Магаданска област
721 ← Кегали 228 / 10 600 Магаданска област
659 → Крива 113 / 617 Магаданска област
608 ← Молонгда 185 / 4490 на границата между Магаданска област и Чукотски автономен окръг
584 ← Уляган 140 / 2010 Чукотски автономен окръг
499 → Кедон 296 / 10 300 Магаданска област
466 → Наминдинкан 199 / 2410 Магаданска област
446 → Монокова 156 / 1500 Магаданска област
360 ← Олой 471 / 23 100 Чукотски автономен окръг
299 ← Олойчан 229 / 6050 Чукотски автономен окръг
260 ← Куря 222 / 5150 Чукотски автономен окръг
Подхранването на реката е снежно-дъждовно, като преобладава дъждовното. Пролетно-лятното пълноводие на Омолон започва през третата десетдневка на май и завършва в края на юни, като през този период преминава около 65% от годишния отток. Много често пролетното пълноводие се сменя с епизодични прииждания в резултат на поройни дъждове, при които реката залива обширни територии в средното и долното си течение. Среден годишен отток в устието около 900 m3/s, което като обем се равнява на 28,405 km3. Берьозовка замръзва през октомври, а се размразява през май, като в горното и в някои участъци в средното течение замръзва до дъното.
По течението на Омолон са разположени само две постоянни населени места: селата Омолон и Мандриково в Чукотски автономен окръг. Плавателна е на 595 km от устието, до село Омолон, като навигация започва през юли и завършва през септември. В долното течение реката се използва за транспортиране на дървен материал. Във водосборния басейн на Омолон се разработват находища на злато и сребро.